# 井上吉次郎
井上 吉次郎（いのうえ きちじろう、1889年4月13日 - 1976年3月4日）は、ジャーナリスト、社会学者。　
和歌山県出身。東京帝国大学卒。1916年東京日日新聞社入社、大阪毎日新聞社出版局次長。1946年創刊の「新大阪新聞」主筆。1949年関西大学教授、60年定年、1966年追手門学院大学教授。1959年「社会交通と文化交流に就いての社会学的考察」で関西大学文学博士。

## 著書
- 『右やひだり』大阪毎日新聞社ほか 1925
- 『村と町と』刀江書院 1930
- 『金の社会学』浅野書店 1932
- 『瀬戸物と美濃瀬戸』工政会出版部 1932
- 『ルンペン社会学』浅野書店 1932
- 『春の社会学』時潮社 1933
- 『労働以外』時潮社 1933
- 『児を失つた親の心』時潮社 1935
- 『秘密社会学』時潮社 1935
- 『海の蒼生記』言海書房 1936
- 『逆に』人文書院 1936
- 『手と足』人文書院 1936
- 『文観上人』人文書院 1937
- 『観るもの』文友堂書店 1940
- 『バタ族の社会と生活』全国書房 1942
- 『古代社会史談』関書院 1949
- 『大衆と大衆伝達の原理』法律文化社 1959
- 『大衆文化』法律文化社 かわずブックス 1961

### 翻訳
- チヤールス・エツチ・クーリー『社会組織』ロゴス社 ロゴス叢書 1922
- リヴァース『社会体制』育英書院 1944

### 記念論集
- 『新聞学論集 井上先生古稀記念』関西大学新聞学会 1960
- 『通信と対話と独語と 続・記者と学者の間に』井上吉次郎博士賀寿記念出版刊行会 1969

## 注
1. ↑  日本人名大辞典